# Andreas M. Kaplan
Andreas M. Kaplan (nacido el 5 de octubre de 1977), profesor de Marketing y Director y Rector de ESCP Business School París y Berlín. Está especializado en las áreas de redes sociales, marketing viral y el mundo digital en general. Kaplan ocupó anteriormente puestos en el comité ejecutivo de ESCP Europe como  Decano Académico de la Escuela, así como Director de Marca y Comunicaciones de la ESCP Europe. Además fue elegido Director del departamento de marketing de la Facultad.

## Vida
Kaplan nació el 5 de octubre de 1977 y creció en Munich, Alemania. Su madre es Anneliese Kaplan (modista) y su padre Vincenc Kaplan (cerrajero). Kaplan posee una Maestría en Administración Pública de la Escuela Nacional de Administración, un MSc de ESCP Business School y un BSc de la Universidad de Múnich. Completó su Habilitación en la Sorbona y su Doctorado en la Universidad de Colonia en cooperación con  HEC París. Kaplan fue Doctor visitante en INSEAD y participó en el Programa Internacional de Docentes de la Escuela de Negocios Kellogg, Universidad Northwestern.
Antes de unirse a ESCP Europe, Kaplan comenzó su carrera como profesor de marketing en  ESSEC Business School y en Instituto de Estudios Políticos de París. Particularmente interesado en el futuro de la educación sobre management en Europa y en el panorama general de las escuelas de negocios, Kaplan ha escrito artículos que versan sobre la  gestión europea así como la educación superior y su evolución en el futuro, especialmente con la digitalización del sector debido a la llegada de  MOOCs y  SPOCs. Define Europa como un espacio que abarca la "máxima diversidad cultural a distancias geográficas mínimas" y es un fuerte defensor de la educación de  gestión intercultural.

## Investigación científica
Kaplan comenzó a hacer investigación en las áreas de innovación, evaluación del cliente y marketing de relaciones. Desde entonces, su investigación se ocupa principalmente de analizar y descifrar la esfera digital. Con más de 20.000 citas en Google Académico, el profesor Kaplan se encuentra entre los 50 principales autores de negocios y administración del mundo, según John Wiley & Sons. Kaplan recibió el Premio al Mejor Artículo de Business Horizons, patrocinado por Elsevier por su artículo "Si te gusta algo, lánzalo a móvil: Marketing Móvil y Social Media Móvil 4x4".
Es ampliamente conocido en el campo y es citado con regularidad su artículo de influencia "Los usuarios del mundo, Únanse! los desafíos y las oportunidades de las redes sociales" publicado en Business Horizons (más de 15.000 veces en Google Académico, más de 5.000 veces en Scopus y más de 500 veces en Business Source Premier). Este artículo ha obtenido de forma recurrente el primer lugar en la lista anual de Science Direct de las 25 publicaciones más descargadas de las 24 materias principales sobre la que versa Science Direct, desde la Administración hasta la Ingeniería, la Psicología o la Neurociencia y, por lo tanto, fue descargada con mayor frecuencia que cualquier otro de los aproximadamente 13,4 millones de artículos de la colección. Su investigación más reciente trata de la influencia de la esfera digital en la educación superior, como la llegada de MOOC y SPOCs. Sus actividades como orador, comentarista y consultor evolucionan en torno a estos temas.

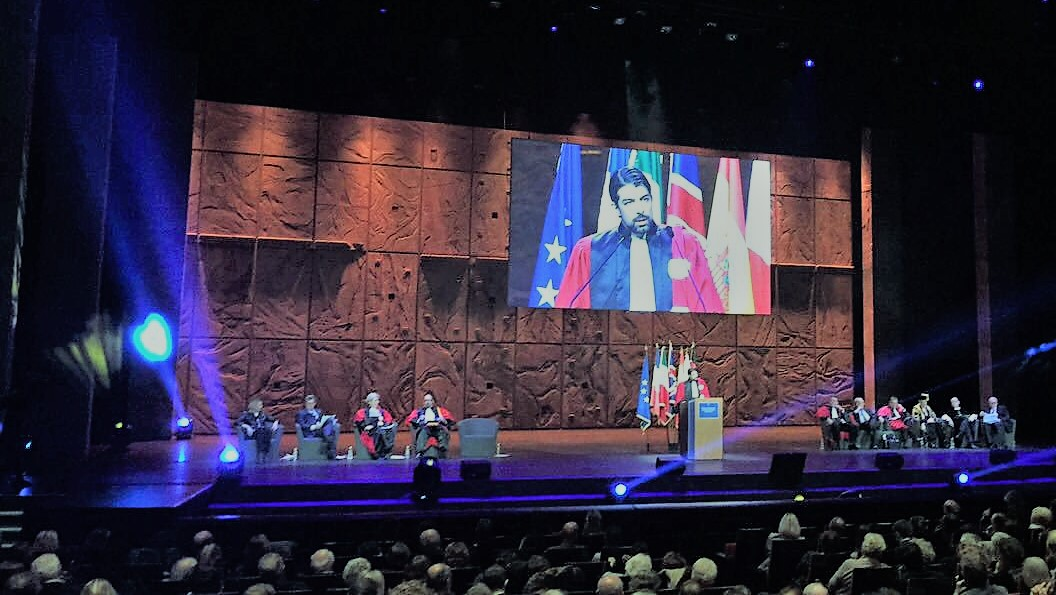
Profesor Andreas Kaplan – Palacio de Congresos de París - Discurso de graduación

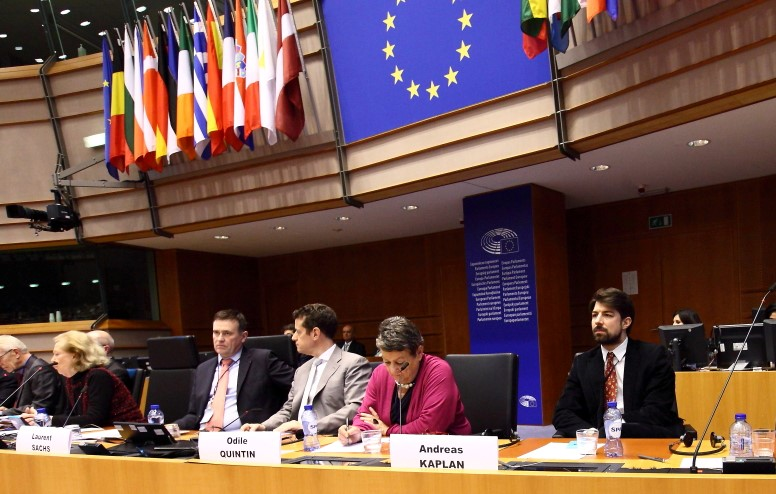
Parlamento Europeo Bruselas: Nicole Fontaine, Andreas Kaplan, Odile Quintin

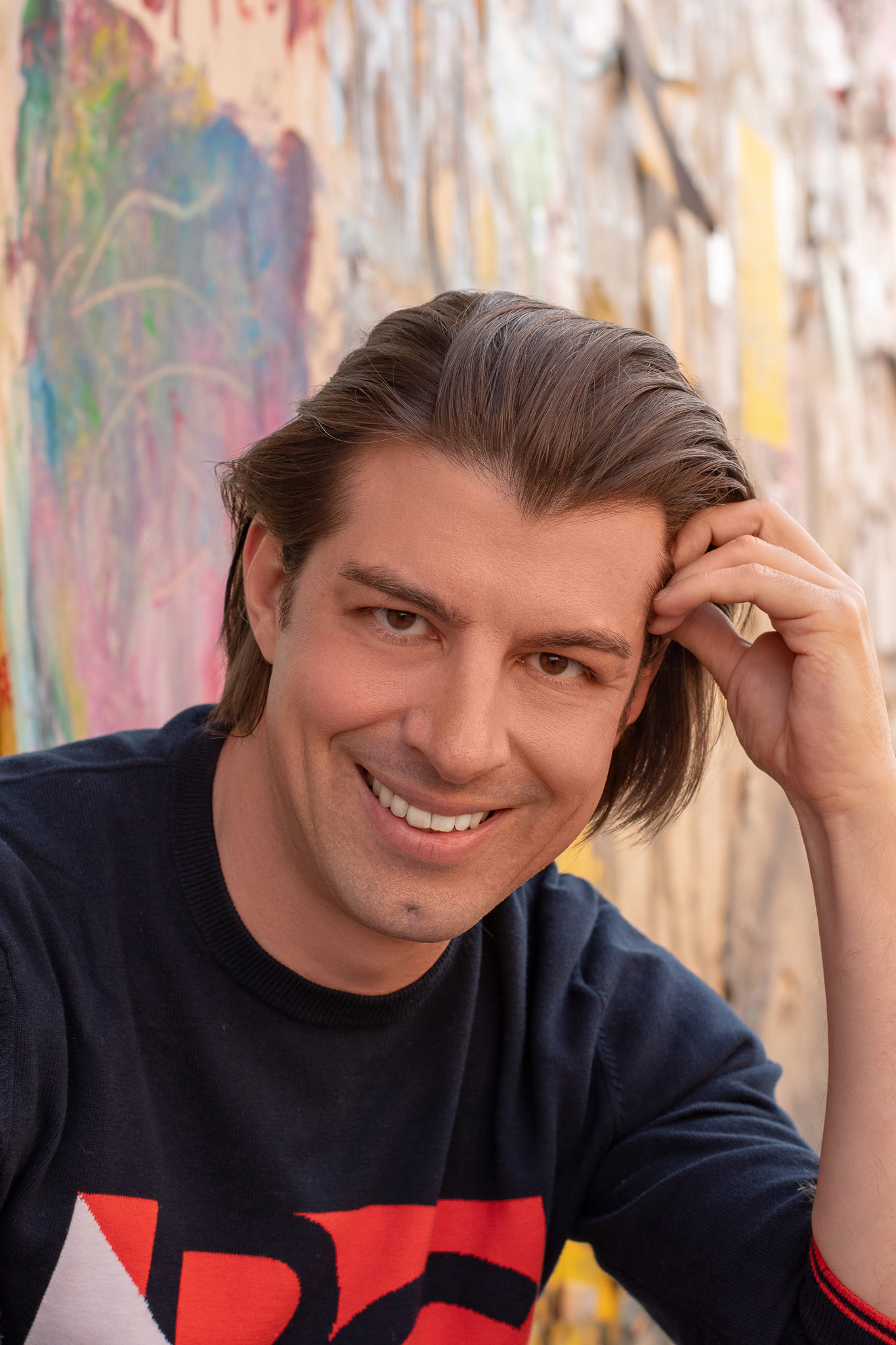
Andreas Kaplan, 2019

## Publicaciones
- Kaplan, Andreas (2022). Digital Transformation and Disruption of Higher Education. United Kingdom: Cambridge University Press. ISBN 9781108838900.
- Kaplan, Andreas (2021). Higher Education at the Crossroads of Disruption: The University of the 21st Century, Great Debates in Higher Education. United Kingdom: Emerald Publishing.
- Kaplan, A. and M. Haenlein (2019) Rulers of the world, unite! The challenges and opportunities of artificial intelligence, Business Horizons, https://doi.org/10.1016/j.bushor.2019.09.003.
- Kaplan Andreas (2018) “A School is a Building that Has 4 Walls - with Tomorrow Inside”: Toward the Reinvention of the Business School, Business Horizons.
- Kaplan Andreas M., Haenlein Michael (2016) Higher education and the digital revolution: About MOOCs, SPOCs, social media, and the Cookie Monster, Business Horizons, Volume 59.
- Pucciarelli F., Kaplan Andreas M. (2016) Competition and Strategy in Higher Education: Managing Complexity and Uncertainty, Business Horizons, Volume 59(3), 311-320.
- Kaplan, Andreas; Haenlein, Michael (September–October 2014), «Collaborative projects (social media application): About Wikipedia, the free encyclopedia», Business Horizons 57 (5): 617-626, doi:10.1016/j.bushor.2014.05.004.
- Kaplan Andreas M. (2014) European Management and European Business Schools: Insights from the History of Business Schools, European Management Journal, 32(4), 529-534.
- Kaplan Andreas M. (2012) If you love something, let it go mobile: Mobile marketing and mobile social media 4x4, Business Horizons, 55(2), 129–139
- Kaplan Andreas M., Haenlein Michael (2012) The Britney Spears universe: Social media and viral marketing at its best, Business Horizons, 55(1), 27–31
- Kaplan Andreas (2011) Social media between the real and the virtual: How Facebook, YouTube & Co. can become an extension of the real life of their users – and sometimes even more, Prospective Strategique, 38 (Mars), 8–13
- Kaplan A.M., Haenlein M. (2011) The early bird catches the news: Nine things you should know about micro-blogging, Business Horizons, 54(2), 105–113
- Kaplan A.M., Haenlein M.  (2011) Two hearts in 3/4 time: How to waltz the Social Media – Viral Marketing dance, Business Horizons, 54(3), 253–263
- Kaplan Andreas M., Haenlein Michael (2010) Users of the world, unite! The challenges and opportunities of social media, Business Horizons, 53(1), 59–68